# Круг Мора

Круг Мора (круг напружень) — графічний метод визначення напружень при складному плоскому напруженому стані. Розроблений Мором О. Х. для більш наочного розв'язання задач з теорії напруженого стану. Круг Мора використовують для розв'язання прямої та оберненої задачі.

## Пряма задача

### Постановка питання
Потрібно графічним методом розв'язати задачу в якій розглядаєм точку в плоскому напруженому стані, де відомо положення головних площин і відповідні до них головні напруження. Потрібно знайти нормальні і дотичні напруження, що діють на площинах, які нахилені під заданим кутом {\displaystyle \alpha \,} до головних.

### Розв'язання

Круг Мора (пряма задача)

Круг Мора(обернена задача)

На графіку {\displaystyle \sigma \,\sim \,\tau \,} відкладають відрізки в певному масштабі: {\displaystyle {\mathit {OA}}=\sigma _{1}\,} та {\displaystyle {\mathit {OB}}=\sigma _{2}\,}.Знаходимо т.{\displaystyle {\mathit {C}}\,} як центр відрізка {\displaystyle {\mathit {AB}}\,} і будуємо круг Мора як показано на малюнку. Потім із центра відкладаємо кут {\displaystyle {\mathit {2}}\alpha \,} на перетині промення із колом буде точка {\displaystyle {\mathit {D_{\alpha }}}\,}. Ордината точки {\displaystyle {\mathit {D_{\alpha }}}\,} буде дотичне напруження {\displaystyle \tau _{\alpha }\,} а абсциса нормальне напруження {\displaystyle \sigma _{\alpha }\,}. Аналогічно знаходиться напруження у площині {\displaystyle \beta \,}.Слід мати на увазі що площини {\displaystyle \beta \,} {\displaystyle \alpha \,} взаємно перпендикулярні.

## Обернена задача

### Постановка питання
Потрібно графічним методом розв'язати задачу в якій розглядаєм точку в плоскому напруженому стані, де відомі нормальні і дотичні напруження {\displaystyle \sigma _{\alpha }\,\tau _{\alpha }\,\sigma _{\beta }\,\tau _{\beta }\,} на взаємно перпендикулярних площинах. Потрібно визначити головні напруження і положення головних площин.

### Розв'язання
У геометричній площині в системі координат {\displaystyle \sigma \,\sim \,\tau \,} виберемо т.{\displaystyle {\mathit {D_{\alpha }}}\,} з координатами {\displaystyle \sigma _{\alpha }\,\tau _{\alpha }\,} та т.{\displaystyle {\mathit {D_{\beta }}}\,} з координатами {\displaystyle \sigma _{\beta }\,\tau _{\beta }\,}.Сполучивши ці дві точки, знаходимо центр круга Мора — т.{\displaystyle {\mathit {C}}\,} тоді проводимо коло радіусом {\displaystyle {\mathit {C}}{\mathit {D_{\alpha }}}\,}.Таким чином перетини кола з вісю абсцис будуть головні напруження {\displaystyle \sigma _{1}\,} та {\displaystyle \sigma _{2}\,}.
Для знаходження положення головних площин знаходять полюс {\displaystyle {\mathit {M}}\,}, який знаходиться на перетині кола і горизонтальної лінії проведеної із точки {\displaystyle {\mathit {D_{\alpha }}}\,}. Сполучивши полюс із точками {\displaystyle {\mathit {A}}\,} та {\displaystyle {\mathit {B}}\,}, дістанемо напрям головних напружень {\displaystyle \sigma _{1}\,} та {\displaystyle \sigma _{2}\,}.